# 캐나다 왕립은행

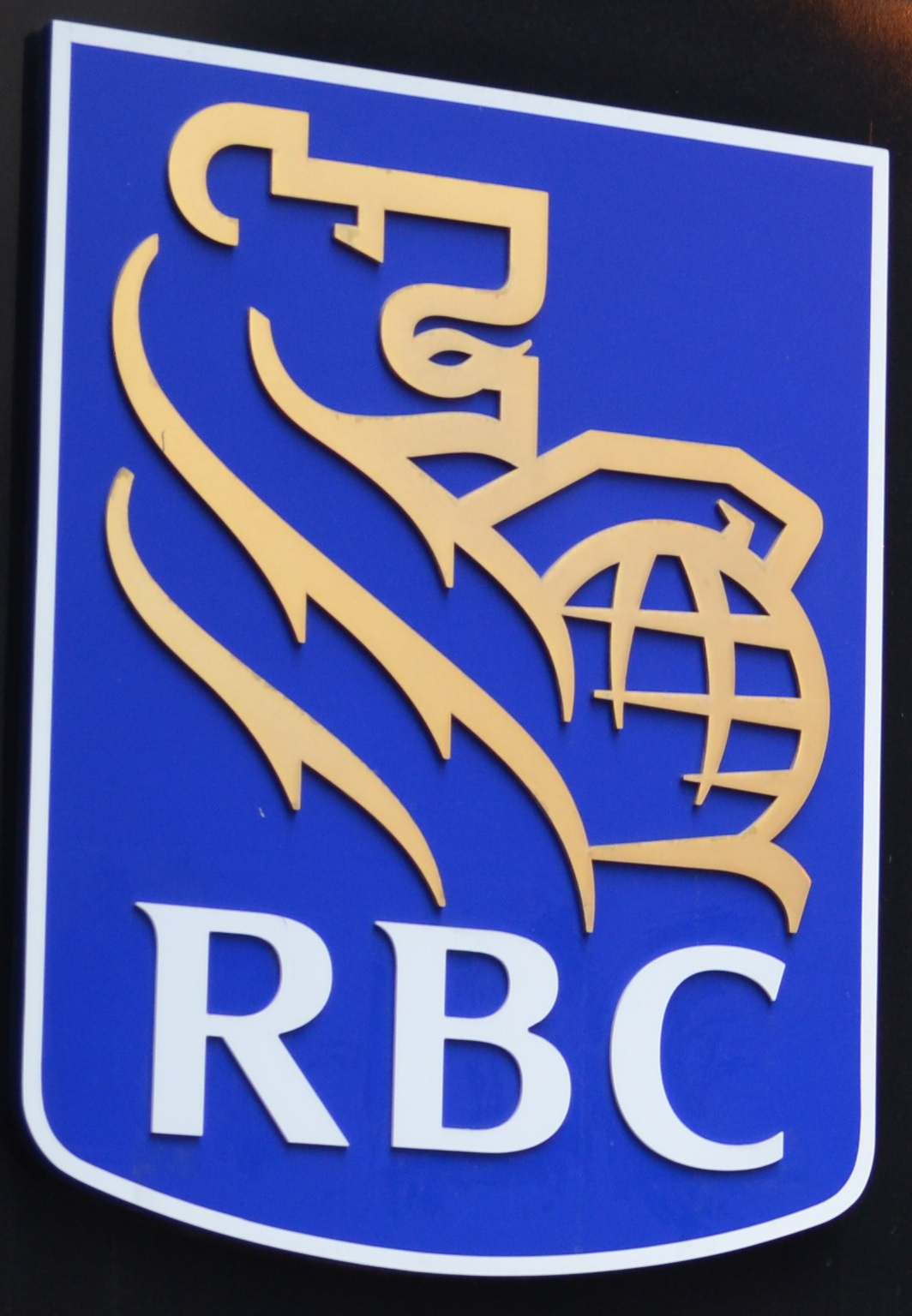

캐나다왕립은행(Royal Bank of Canada, 줄여서 RBC)은 캐나다에서 규모가 가장 큰 은행이다. 자산적인 규모로 가장 큰 은행이다. 2019년 포브스 The World's Most Valuable Brands리스트에서 RBC은행은 88위(캐나다 은행 최규모)에 있다. 
과거 RBC의 회장을 지냈던 유명 인물로는 캐나디안 퍼시픽 철도의 회장을 지냈던 존 클렉혼이 있다.

## 은행 서비스
RBC은행은 2020년 현재 캐나다에서 가장 큰 은행이다. 금융, 투자, 보험등 다양한 서비스가 있으며 First For You (고객 먼저)라는 로고로 고객들에게 나아간다.